# 리니지 (만화)
리니지는 신일숙이 그린 리니지 (만화)는 리니지 (비디오 게임)의 세계관의 기초가 되는 원작이다. 리니지는 아덴 왕국의 전쟁을 종식시키는 공을 세움으로써 가드리아 공주와 결혼하고, 그리하여 새로운 왕으로 등극한 듀크테필의 아들 데포로쥬와, 듀크데필이 의문의 죽음을 당한 후, 가드리아와 재혼하여 왕위에 즉위한 켄 라우헬 간의 대결을 그리고 있다.